# Anárjohka-Nationalpark
Der Anárjohka-Nationalpark (norwegisch Anárjohka nasjonalpark, nordsamisch Anárjoga álbmotmeahcci, bis 2021 Øvre-Anarjohka-Nationalpark genannt) ist ein norwegischer Nationalpark an der Grenze zu Finnland. Der 1.409 km² große Nationalpark wurde 1975 gegründet, um die weitgehend unberührte Landschaft, die als repräsentativ für die gesamte Hochebene der Finnmarksvidda angesehen werden kann, mit ihren Kiefern- und Birken-Krattwäldern, Sümpfen, Gewässern, Flüssen, niedrigen Bergen und der charakteristischen Tier- und Pflanzenwelt zu erhalten und zu schützen.
Der Park gehört zu den Gemeinden Karasjok und Kautokeino in der Provinz Finnmark. Im Süden und Westen grenzt er an den finnischen Nationalpark Lemmenjoki.

## Geografie, Landschaft und Geologie
Der Nationalpark liegt am Oberlauf des Anárjohka, im Südosten der Hochebene Finnmarksvidda. Neben den Wäldern und unterschiedlichen Gewässern ist das Landschaftsbild auch von Mooren geprägt. Die teilweise mehrere Quadratkilometer großen Moore und Sümpfe stellen oftmals ein Problem beim Durchqueren des Nationalparks dar.
Insgesamt gibt es im Anárjohka-Nationalpark über 700 Seen, wovon der Gavdnjajávri der größte ist. Zudem entspringen viele Flüsse dort.

## Flora und Fauna
Die Pflanzenwelt ist stark geprägt von sibirischen Arten wie Langblättrigem Ehrenpreis, Sibirischem Lattich, Einfacher Wiesenraute, Kleiner Wiesenraute, Blauer Himmelsleiter, Lappländischem Hahnenfuß, Nördlichem Milzkraut und Schmalblättrigem Wollgras.
Im gesamten Park gibt es eine große Artenvielfalt von Vögel, wobei im östlichen Teil die meisten vorkommen. Das größte Säugetier im Park ist der Elch, welcher jedoch nur im Sommer dort anzutreffen ist. Der Braunbär und der Vielfraß überwintern dort. Zudem leben Füchse, Wiesel und diverse Nagetiere im Nationalpark.
Eines der wenigen Vorkommen der Polarrötelmaus in Norwegen befindet sich auch im Anárjohka-Nationalpark.

## Kulturerbe
Das Gebiet des Nationalparks ist ein seit Jahrhunderten genutztes Weidegebiet für samische Rentierherden.
Seit den 1960er Jahren wird im Park auch nicht-kommerziell Gold gewonnen.

## Tourismus und Verwaltung
Der Nationalpark eignet sich nur bedingt zum Wandern, da es kaum Wege gibt. Zum Angeln braucht man eine Genehmigung. Das zuständige Informationszentrum ist das Øvre Pasvik nasjonalparksenter.